# Finkenbach (Oberzent)
Finkenbach ist ein Ortsteil der Stadt Oberzent im südhessischen Odenwaldkreis.

## Geographie
Der Ort liegt im südlichen Odenwald im Geo-Naturpark Bergstraße-Odenwald am Hinterbach. Durch den Ort verläuft die Landesstraße 3119.

## Geschichte

### Ortsgeschichte

#### Mittelalter und Frühe Neuzeit
Erstmals nachweislich urkundlich erwähnt wurde Finkenbach im Jahre 1347. Bis dahin gehörte es offenbar als Pfälzer Lehen zum Besitz der Schenken von Erbach. Mit der Urkunde von 1347 übertrug Schenk Konrad III. von Erbach (1296–1363) Unter-Finkenbach anlässlich der Hochzeit seiner Tochter Margareta mit Engelhard II. von Hirschhorn (–1387) dem Letzteren als Mitgift. Unter-Finkenbach gehörte fortan zur Herrschaft Rothenberg, einem Reichslehen im Besitz der Herren von Hirschhorn (später derer von Cronberg und von Degenfeld-Schonburg), das 1797 wieder als Amt Rothenberg an die Grafschaft Erbach fiel.
Ober-Finkenbach hingegen blieb als Pfälzer Lehen weiterhin im Besitz der Schenken (ab 1532 Grafen) von Erbach, wie Lehensurkunden von 1398, 1438, 1443 und 1532 zeigen. Es gehörte zum Amt Freienstein.

#### Ab 1820
Nach Auflösung der Ämter im Jahr im Rahmen der Trennung der Rechtsprechung von der Verwaltung 1821/22 wurde die Gemeinde Ober-Finkenbach mit dem Dorf Hinterbach zugleich Bürgermeisterei im Landratsbezirk Erbach, der auch die Gemeinde Raubach angegliedert wurde. Die Gemeinde Unter-Finkenbach gehörte dagegen ab 1822 zur Bürgermeisterei Rothenberg.
Die Trennung in die eigenständigen Gemeinden Ober- und Unter-Finkenbach blieb auch über die Revolution von 1848 und die anschließende Reaktionsära hinweg bestehen. 1888 gehörte Unter-Finkenbach weiterhin zur Bürgermeisterei Rothenberg, jedoch zum Standesamtsbezirk Ober-Finkenbach.
Zum 1. Juli 1949 schlossen sich Ober-Finkenbach mit dem Ortsteil Hinterbach und Unter-Finkenbach zur selbstständigen Gemeinde Finkenbach zusammen.

#### Hessische Gebietsreform 1971, Gemeindefusion 2018
Am 1. Juli 1971 erfolgte im Zuge der Gebietsreform in Hessen die freiwillige Eingemeindung nach Rothenberg, das wiederum am 1. Januar 2018 mit weiteren Gemeinden die Stadt Oberzent bildete. Finkenbach ist seitdem ein Stadtteil von Oberzent.
Für die Stadtteile Finkenbach, Hinterbach und Raubach wurde ein gemeinsamer Ortsbezirk mit Ortsbeirat und Ortsvorsteher nach der Hessischen Gemeindeordnung gebildet.  Dieser Ortsbezirk umfasst die Gemarkungen Finkenbach und Raubach.
Finkenbach wurde 2002 als Förderschwerpunkt im Hessischen Dorferneuerungsprogramm anerkannt.

### Verwaltungsgeschichte im Überblick
Die folgende Liste zeigt die Staaten und Verwaltungseinheiten, denen Finkenbach angehört(e):

#### Ober-Finkenbach
- vor 1806: Heiliges Römisches Reich (zunächst Pfälzer Lehen), Besitz der Schenken, später Grafen von Erbach(-Fürstenau), Amt Freienstein
- ab 1806: Großherzogtum Hessen (Souveränitätslande),[Anm. 2] Fürstentum Starkenburg, Amt Freienstein (zur Standesherrschaft Erbach gehörig)
- ab 1815: Großherzogtum Hessen (Souveränitätslande)[Anm. 3], Provinz Starkenburg, Amt Freienstein (zur Standesherrschaft Erbach gehörig)
- ab 1822: Großherzogtum Hessen, Provinz Starkenburg, Landratsbezirk Erbach, Bürgermeisterei Ober-Finkenbach[Anm. 4]
- ab 1848: Großherzogtum Hessen, Regierungsbezirk Erbach, Bürgermeisterei Ober-Finkenbach
- ab 1852: Großherzogtum Hessen, Provinz Starkenburg, Kreis Erbach, Bürgermeisterei Ober-Finkenbach
- ab 1871: Deutsches Reich, Großherzogtum Hessen, Provinz Starkenburg, Kreis Erbach, Bürgermeisterei Ober-Finkenbach
- ab 1918: Deutsches Reich (Weimarer Republik), Volksstaat Hessen, Provinz Starkenburg, Kreis Erbach
- ab 1938: Deutsches Reich, Volksstaat Hessen, Landkreis Erbach[8][Anm. 5]
- ab 1945: Amerikanische Besatzungszone,[Anm. 6] Groß-Hessen, Regierungsbezirk Darmstadt, Landkreis Erbach
- ab 1946: Amerikanische Besatzungszone, Hessen, Regierungsbezirk Darmstadt, Landkreis Erbach

#### Unter-Finkenbach
- vor 1347: Heiliges Römisches Reich, Kurpfalz, Besitz der Schenken von Erbach
- ab 1347: Heiliges Römisches Reich, Herrschaft Rothenberg
  - 1347–1632: Besitz der Herren von Hirschhorn
  - 1634–1704: Gräflich-Cronbergscher Besitz
  - 1704–1797: Gräflich-Degenfeldischer Besitz
  - ab 1797: Besitz der Grafschaft Erbach-Fürstenau, Amt Rothenberg
- ab 1806: Großherzogtum Hessen (Souveränitätslande),[Anm. 7] Fürstentum Starkenburg, Amt Rothenberg (zur Standesherrschaft Erbach gehörig)
- ab 1815: Großherzogtum Hessen (Souveränitätslande)[Anm. 8], Provinz Starkenburg, Amt Rothenberg (zur Standesherrschaft Erbach gehörig)
- ab 1822: Großherzogtum Hessen, Provinz Starkenburg, Landratsbezirk Erbach, Bürgermeisterei Rothenberg[Anm. 9]
- ab 1848: Großherzogtum Hessen, Regierungsbezirk Erbach, Bürgermeisterei Rothenberg
- ab 1852: Großherzogtum Hessen, Provinz Starkenburg, Kreis Erbach, Bürgermeisterei Rothenberg
- ab 1871: Deutsches Reich, Großherzogtum Hessen, Provinz Starkenburg, Kreis Erbach, Bürgermeisterei Rothenberg
- ab 1918: Deutsches Reich (Weimarer Republik), Volksstaat Hessen, Provinz Starkenburg, Kreis Erbach
- ab 1938: Deutsches Reich, Volksstaat Hessen, Landkreis Erbach[8][Anm. 10]
- ab 1945: Amerikanische Besatzungszone,[Anm. 11] Groß-Hessen, Regierungsbezirk Darmstadt, Landkreis Erbach
- ab 1946: Amerikanische Besatzungszone, Hessen, Regierungsbezirk Darmstadt, Landkreis Erbach

#### Finkenbach (ab 1. Juli 1949)
- bis 2. Oktober 1949: Amerikanische Besatzungszone, Hessen, Regierungsbezirk Darmstadt, Landkreis Erbach
- ab 3. Oktober 1949: Bundesrepublik Deutschland, Hessen, Regierungsbezirk Darmstadt, Landkreis Erbach
- ab 1971: Bundesrepublik Deutschland, Land Hessen, Regierungsbezirk Darmstadt, Landkreis Erbach, Gemeinde Rothenberg[Anm. 12]
- ab 1972: Bundesrepublik Deutschland, Land Hessen, Regierungsbezirk Darmstadt, Odenwaldkreis, Gemeinde Rothenberg
- ab 2018: Bundesrepublik Deutschland, Land Hessen, Regierungsbezirk Darmstadt, Odenwaldkreis, Stadt Oberzent[Anm. 13]

## Bevölkerung

### Einwohnerentwicklung
Unter-Finkenbach
- 1605: 5 wehrfähige Männer
- 1829: 91 Einwohner

Ober-Finkenbach
- 16. Jahrhundert: 9 wehrfähige Männer
- 1829: 270 Einwohner

Finkenbach
- 1961: 502 evangelische (= 90,13 %), 54 katholische (= 9,69 %) Einwohner[1]

| Finkenbach: Einwohnerzahlen von 1829 bis 2020 | Finkenbach: Einwohnerzahlen von 1829 bis 2020 | Finkenbach: Einwohnerzahlen von 1829 bis 2020 | Finkenbach: Einwohnerzahlen von 1829 bis 2020 | Finkenbach: Einwohnerzahlen von 1829 bis 2020 |
| --- | --------------------------------------------- | --------------------------------------------- | --------------------------------------------- | --------------------------------------------- |
| Jahr |                                               |                                               |                                               | Einwohner                                     |
| 1829 | 1829                                          |                                               | 381                                           | 381                                           |
| 1834 | 1834                                          |                                               | 528                                           | 528                                           |
| 1840 | 1840                                          |                                               | 480                                           | 480                                           |
| 1846 | 1846                                          |                                               | 598                                           | 598                                           |
| 1852 | 1852                                          |                                               | 577                                           | 577                                           |
| 1858 | 1858                                          |                                               | 598                                           | 598                                           |
| 1864 | 1864                                          |                                               | 599                                           | 599                                           |
| 1871 | 1871                                          |                                               | 573                                           | 573                                           |
| 1875 | 1875                                          |                                               | 559                                           | 559                                           |
| 1885 | 1885                                          |                                               | 529                                           | 529                                           |
| 1895 | 1895                                          |                                               | 495                                           | 495                                           |
| 1905 | 1905                                          |                                               | 514                                           | 514                                           |
| 1910 | 1910                                          |                                               | 519                                           | 519                                           |
| 1925 | 1925                                          |                                               | 464                                           | 464                                           |
| 1939 | 1939                                          |                                               | 482                                           | 482                                           |
| 1946 | 1946                                          |                                               | 604                                           | 604                                           |
| 1950 | 1950                                          |                                               | 579                                           | 579                                           |
| 1956 | 1956                                          |                                               | 547                                           | 547                                           |
| 1961 | 1961                                          |                                               | 557                                           | 557                                           |
| 1967 | 1967                                          |                                               | 577                                           | 577                                           |
| 1970 | 1970                                          |                                               | 567                                           | 567                                           |
| 1980 | 1980                                          |                                               | ?                                             | ?                                             |
| 1990 | 1990                                          |                                               | ?                                             | ?                                             |
| 2000 | 2000                                          |                                               | ?                                             | ?                                             |
| 2011 | 2011                                          |                                               | 465                                           | 465                                           |
| 2018 | 2018                                          |                                               | 449                                           | 449                                           |
| 2020 | 2020                                          |                                               | 457                                           | 457                                           |
| Datenquelle: Historisches Gemeindeverzeichnis für Hessen: Die Bevölkerung der Gemeinden 1834 bis 1967. Wiesbaden: Hessisches Statistisches Landesamt, 1968. Weitere Quellen: LAGIS; Zensus 2011 |                                               |                                               |                                               |                                               |

### Einwohnerstruktur 2011
Nach den Erhebungen des Zensus 2011 lebten am Stichtag dem 9. Mai 2011 in Finkenbach 465 Einwohner. Darunter waren 18 (3,9 %) Ausländer.
Nach dem Lebensalter waren 66 Einwohner unter 18 Jahren, 183 zwischen 18 und 49, 111 zwischen 50 und 64 und 108 Einwohner waren älter.
Die Einwohner lebten in 207 Haushalten. Davon waren 48 Singlehaushalte, 75 Paare ohne Kinder und 66 Paare mit Kindern, sowie 15 Alleinerziehende und 3 Wohngemeinschaften. In 45 Haushalten lebten ausschließlich Senioren und in 132 Haushaltungen lebten keine Senioren.

## Kultur und Sehenswürdigkeiten
Überregional bekannt ist der Ort durch das Finkenbach-Festival, das seit 1977 fast alljährlich im Juli oder August Tausende von Fans der Rockmusik in den Odenwald lockt.
Gegründet wurde das Festival von Mani Neumeier mit seiner Band Guru Guru und der Finkenbacher Feuerwehr. Heutiger Ausrichter ist der FC Finkenbachtal 1946 e. V.

Neun Kulturdenkmäler weist Finkenbach auf, neben dem Huben-Hof und der Johanns-Mühle gehört dazu auch der sogenannte Armbruststein, 1518 erstmals urkundlich erwähnt: 

## Persönlichkeiten
- Christian Kehrer, seit 2018 Bürgermeister von Oberzent, wohnt in Finkenbach